# Guggolz Verlag
Der Guggolz Verlag ist ein 2014 gegründeter Buchverlag in Berlin.

## Geschichte und Programm
Der Verlag wurde von Sebastian Guggolz (* 1982 im Deggenhausertal am Bodensee) gegründet, der an der Universität Hamburg Kunstgeschichte, Germanistik und Volkskunde und Literaturwissenschaften studiert hat und beim Berliner Verlag Matthes & Seitz tätig war. 2013 entschloss er sich, Werke von Autoren der ersten Hälfte des 20. Jahrhunderts aus Nord- und Osteuropa, die in Vergessenheit geraten sind, in neuer Übersetzung zu verlegen. Guggolz gibt als Begründung an, dass „unter den politischen Bedingungen im 20. Jahrhundert […] dort sehr viel Interessantes untergegangen“ sei.
Bisher wurden Übersetzungen und Neuübersetzungen der Werke von Heðin Brú, Michail Prischwin, Frans Eemil Sillanpää, Maxim Harezki, Andor Endre Gelléri, Lewis Grassic Gibbon, Amalie Skram, Anton Hansen Tammsaare, Jiří Mahen, Antanas Škėma, Harry Martinson, Petre M. Andreevski, Johannes V. Jensen, Ion Luca Caragiale, Tarjei Vesaas, William Heinesen und Ásta Sigurðardóttir veröffentlicht.
Der Guggolz Verlag unterstützt die Kurt Wolff Stiftung.
Sebastian Guggolz ist seit 2016 Mitglied im Beirat der Fachzeitschrift Übersetzen des VdÜ.
Seit November 2022 ist Sebastian Guggolz auch im Lektorat des S. Fischer Verlag als Teamleiter Klassiker tätig.

## Trivia
In der ZDF-Fernsehshow Der Quiz-Champion gewann Sebastian Guggolz im Jahr 2015 die Summe 250.000 €.

## Auszeichnungen
- Der Verband deutschsprachiger Übersetzer literarischer und wissenschaftlicher Werke, VdÜ, verlieh Sebastian Guggolz und dem Verlag 2016 die Übersetzerbarke[29]
- 2016 wurde der Verlag mit dem Melusine-Huss-Preis für den Essayband Szenen aus Schottland von James Leslie Mitchell ausgezeichnet.
- 2017 erhielt der Verlag den Kurt-Wolff-Förderpreis.[30]
- 2018 wurde der Verlag für den erstmals verliehenen Berliner Verlagspreis nominiert.[31]
- 2019, 2020 und 2022 erhielt der Verlag den Deutschen Verlagspreis, davon 2022 einen der drei Hauptpreise.[32]
- 2022 wurde der Verlag mit dem Hotlist-Preis für Zoo. Briefe nicht über Liebe, oder Die dritte Heloise von Viktor Schklowski ausgezeichnet.[33]

## Programm (Auswahl)
- Walerjan Pidmohylnyj: Die Stadt. Ins Deutsche übersetzt und mit einem Nachwort versehen von Alexander Kratochvil, Lukas Joura, Jakob Wunderwald und Lina Zalitok. Berlin 2022, ISBN 978-3-945370-35-3.
- Wiktor Schklowski: Zoo. Briefe nicht über Liebe, oder Die dritte Heloise. Aus dem Russischen übersetzt und mit einem Nachwort von Olga Radetzkaja sowie einem Essay von Marcel Beyer. Berlin 2022, ISBN 978-3-945370-34-6.